# 达隆·克魯克香克

Daron Jae Cruickshank（1985年6月11日—）是美国综合格斗家，目前正在为RIZIN格斗联盟争夺轻量级选手。自2008年以来，克鲁克香克（Cruickshank）一直是职业选手，此前他也曾参加过《终极格斗冠军：生存》（The Ultimate Fighter：Live）的比赛。